# سیلوانو ویلا
سیلوانو ویلا (انگلیسی: Silvano Villa؛ زادهٔ ۱۳ اوت ۱۹۵۱) بازیکن فوتبال اهل ایتالیا است.
از باشگاه‌هایی که در آن بازی کرده‌است می‌توان به باشگاه فوتبال آسکولی، باشگاه فوتبال آلساندریا، باشگاه فوتبال فوجا، باشگاه فوتبال پیستویزه، باشگاه فوتبال کالیاری، باشگاه فوتبال سمپدوریا، باشگاه فوتبال آ.ث. میلان، و باشگاه فوتبال اتلتیکو آرتزو اشاره کرد.
وی همچنین در تیم ملی فوتبال زیر ۲۱ سال ایتالیا بازی کرده‌است.